# Intrados (architecture)

Intrados (5).

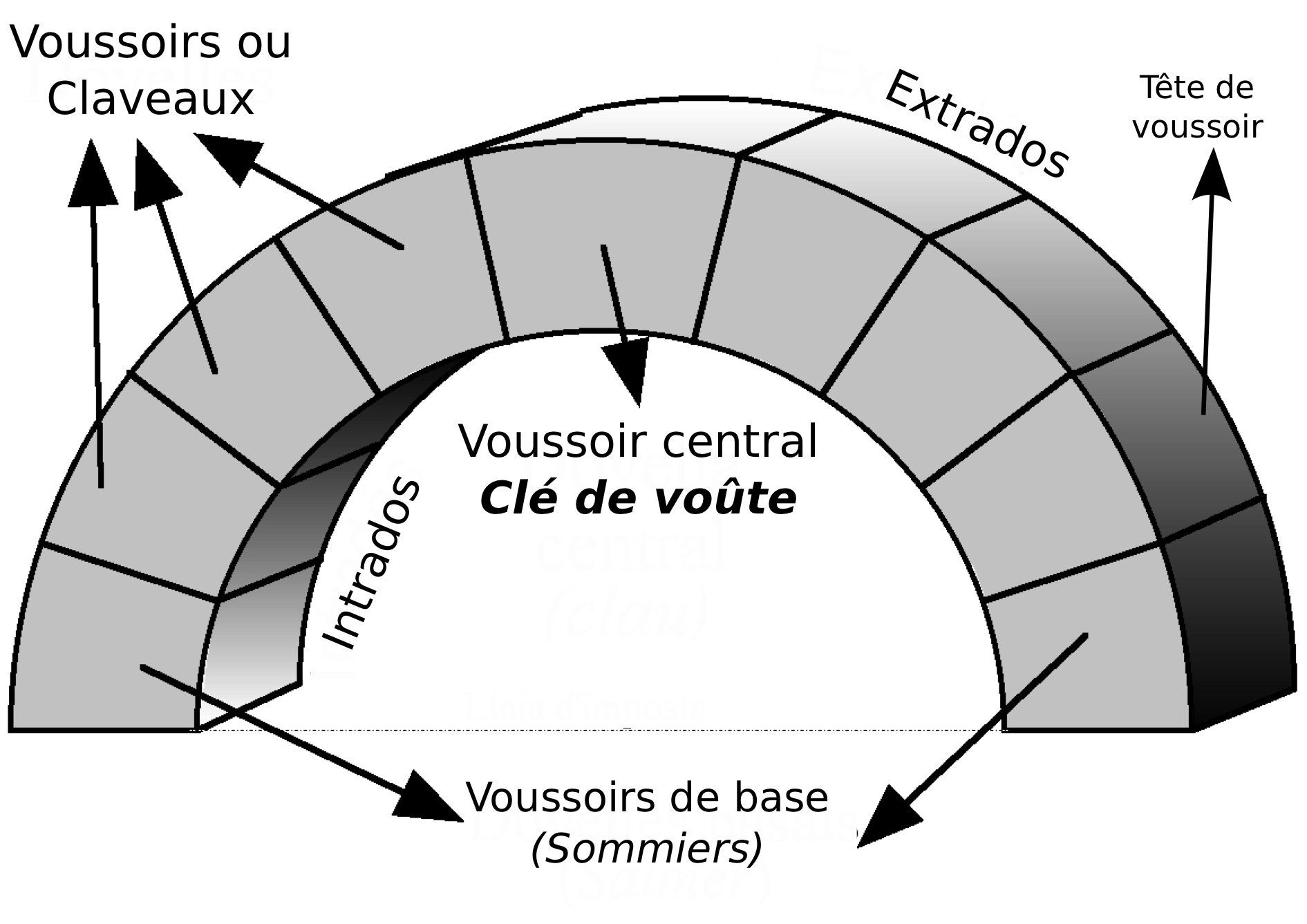
Intrados.

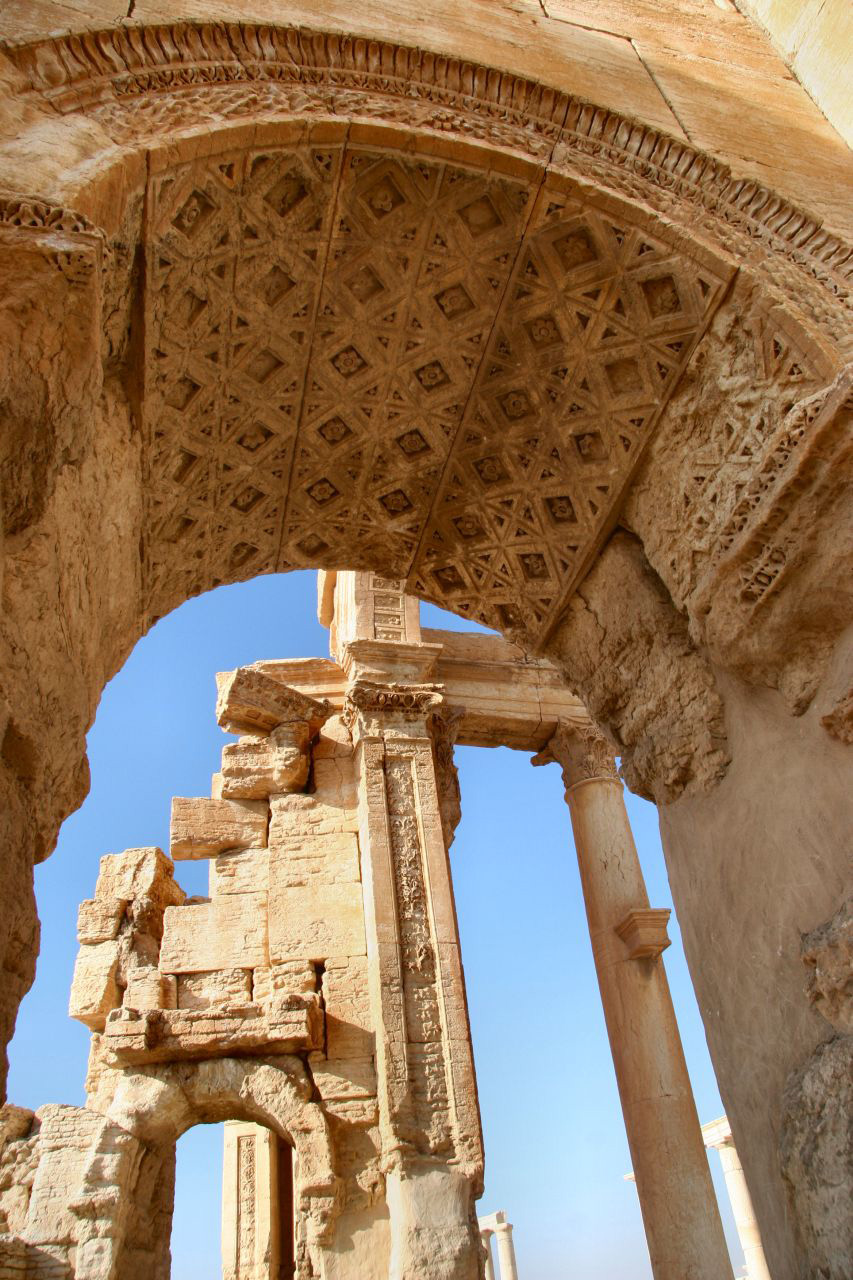
Intrados orné de caissons. Architecture antique romaine du Temple de Bêl de Palmyre, Syrie, Ier siècle.

Pour les articles homonymes, voir Intrados.
L'intrados est soit la face intérieure d'une voûte ou d'un arc, soit la face intérieure d'un claveau.